# Luddizmus

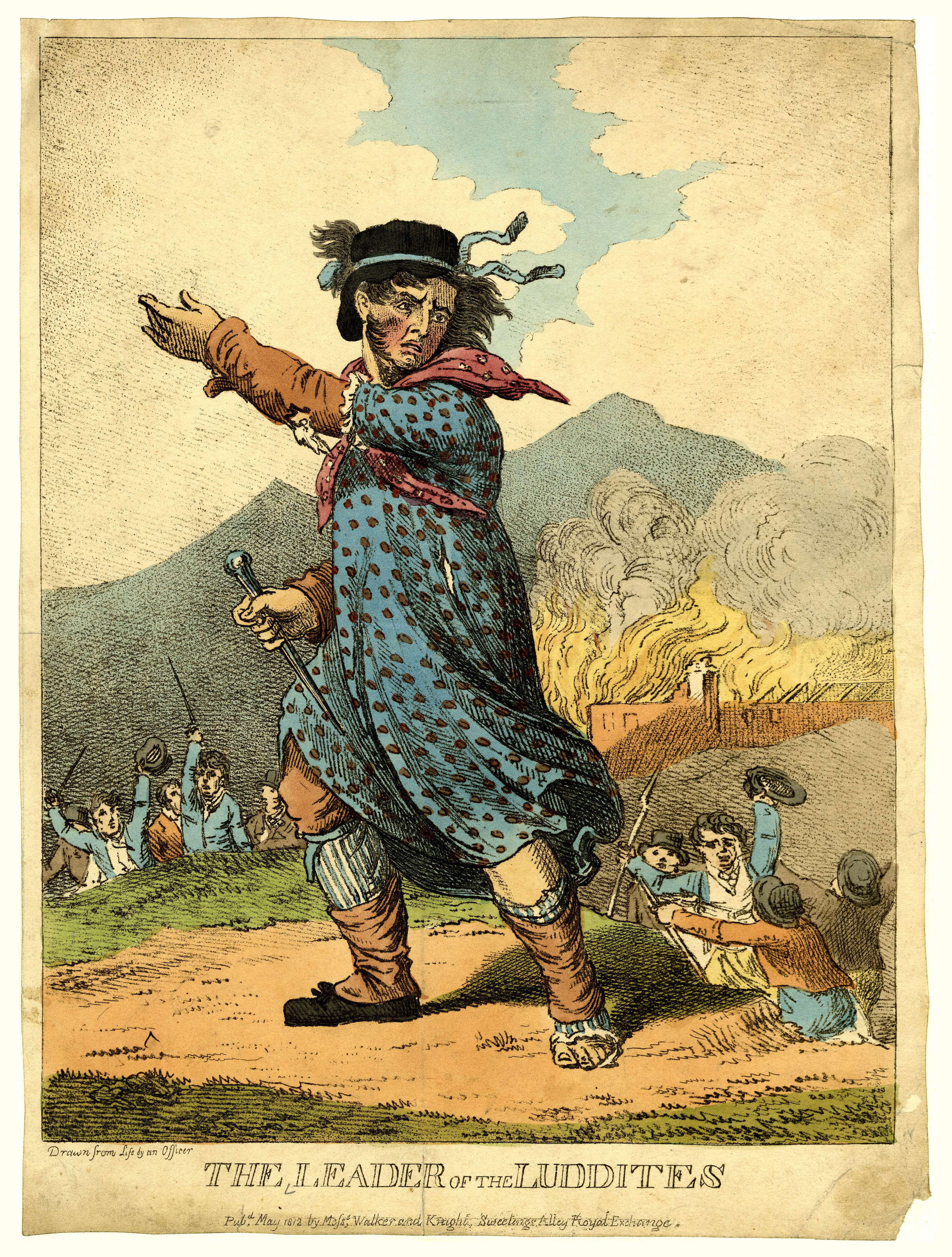
A ludditák vezére (1812)

A luddizmus a korai angol munkásmozgalom egy sajátos megnyilvánulási módja, követői pedig a ludditák voltak. Az egyik legfőbb jellemzője a technofób géprombolás volt, de nem azonos azzal, hanem magába foglalta a munkaadókkal folytatott harc legkülönbözőbb formáit is: az illegális szervezkedést, a tárgyalásokat a munkaadókkal, a zavargásokat, esetenként a fegyveres összecsapásokat a hatóságokkal, és teljes gyárak megsemmisítését. Névadója Ned Ludlam, röviden Ned Ludd vagy Ludd tábornok, aki bár eredetileg minden bizonnyal létező személy volt, de az ismeretlenség homálya miatt mitikus hőssé vált. „A luddizmusnak egy nagy és három kisebb hulláma volt. A nagyobb az 1811–1812-es évekre esett, s a csipke- és harisnyakészítő iparágban kezdődött Nottingham, Leicester és Derby grófságban, hogy azután továbbterjedjen Yorkshire, Cheshire és Lancashire posztónyírói és pamutszövői között. A kisebb hullámok 1812–1813 telén, 1814 nyarán és kora őszén, valamint 1816 nyarán és őszén okoztak zavargásokat”.

## Okai, előzményei
A luddita megmozdulásoknak két fő oka volt: egyfelől az érintett iparágak válsága a piacok beszűkülése miatt, másfelől a több, egymást követő évben fellépő szélsőséges időjárás miatti rossz terméseredmények, melyek az élelmiszerek árainak 150–200%-os emelkedéséhez vezettek. A textilipar tartós nehézségeit elsősorban a Napóleon által 1806-ban bevezetett blokád, a kontinentális zárlat okozta. E nehézségeket azonban megsokszorozta, hogy a minisztertanács határozatai, az Orders in Council következtében az amerikai piac hirtelen bezárult, bankcsődöket és a külkereskedelem összeomlását előidézve. Ráadásul a textilipar gépesítése kevesebb szakembert kívánt, így sokan munka nélkül maradtak. Erre jött az 1809–1812 közötti évek sorozatos rossz termése, ami az élelmiszerek árrobbanását hozta, így az ipari munkásság köreiben éhezést és rendszeressé váló éhséglázadásokat eredményezett. Ez utóbbiak nem kifejezetten luddita megnyilvánulások voltak, sokszor azoktól függetlenül jelentkeztek, de előfordultak a luddizmussal összefonódó eseményekként is, és a hatóságok sem mindig tettek pontos különbséget az egyes lázadási módok között. A géprombolás szintén már jóval a luddizmust megelőzően ismert volt: „már 1710-ből vannak ilyen cselekményekről feljegyzések”.

## Története

### Nottinghamshire
A nagyüzemek kialakulása előtt a harisnya- és kötöttáru-kereskedők a kötőgépek mestereknek való bérbeadásával dolgoztattak, akik kötőmunkások alkalmazásával végeztették a munkát. A gyilkos verseny a termelékenység növelésére kényszerítette a textilkereskedőket, akik új típusú, szélesebb, részben automatikusan működő, ún. cut-up terméket gyártó gépeket vezettek be, amelyek gyengébb minőséget termeltek ugyan, de sokkal nagyobb mennyiségben, s amelyek felügyeletéhez kevesebb munkás kellett, és még az ő részükről is kisebb szakértelmet kívánt. Ezek bevezetését nagy ellenállás övezte a mesterek részéről, mert ezáltal elértéktelenedett a szaktudásuk, de még nagyobb a segédek részéről, mert az elbocsátások sokukat érintették. Noha az ellentétes érdekű felek közötti, a keretek bérleti díjairól, a bérekről és a szélesebb szövőkereteken folyó cut-up termelésről szóló tárgyalások bevett dolognak számítottak ekkoriban, ám elhúzódtak, és még 1811 februárjában sem vezettek eredményre.
A megmozdulások egy Arnold nevű, Nottingham melletti kisvárosban kezdődtek. A harisnyakötő-munkások betörtek a kereskedők műhelyeibe, és megrongálták a kötőkereteket. A rendkívüli esemény híre gyorsan elterjedt a környéken, s rögtönzött gyűléseket hívtak össze Nottingham piacára. Arnoldban egy második zendülés is történt, s mire a katonaság április elejére megérkezett a lázadás elfojtására, egykorú források szerint már több mint 200 szövőkeret megrongálását regisztrálták. Az elégedetlenség újabb kitörése novemberben következett, ám ekkor már láthatóan sokkal szervezettebb formában. A megmozdulások Bulwell faluból indultak ki. A lázadók az itteni erdőben gyűltek össze éjszakánként, és itt lehetett először találkozni Ned Luddnak mint a mozgalom vezéralakjának a nevével. A csoportok jól szerveződtek – bizonyság erre, hogy egy időben egymástól 12–15 mérföldre lévő településeken történtek összehangolt akciók –, s élvezték a helyi lakosság támogatását, sőt legtöbbször a megtámadott mesterekét is, akik nem nagyon bánkódtak az általuk bérelt keretek összetörésén. Időközben az események híre az Alsóházba is eljutott, ahol egy Dyott tábornok vezette, 2000 fős katonai egység odarendeléséről döntöttek – ez viszonylag nagy erőnek számított egy helyi lázadáshoz képest. Figyelemre méltó, hogy ennek ellenére ebben az időszakban a tárgyalásoknak még legalább akkora szerep jutott a törvényes rend helyreállításában, mint a fegyvereseknek. A városi és grófsági hivatalos szervek közvetítőként léptek fel, s az egyezkedések során a kereskedők jelentős része önként ajánlotta fel a magasabb bért és a cut-up termelés beszüntetését. Bár formális megegyezés nem született, a kereskedők engedményei felértek egy győzelemmel a munkások számára. Az ellenkező előjelű meglepetést az okozta, hogy miután a kedvezőbb helyzet elérése reményében mindkét fél petíciót intézett a parlamenthez, az a zendülések elcsitulása és az informális egyensúlyi helyzet ellenére 1812. február 4-én váratlan fordulattal elfogadta a Frame-Breaking Billt, amely halállal büntette a szövőkeretek összetörését. Ez megteremtette a későbbi tömeges kivégzések jogi alapjait.

### Lancashire és Cheshire
A lázadások kiindulási körzetei 1811 végére áthelyeződtek Lancashire és Cheshire grófságokba, az angol ipari forradalom fellegvárai, Liverpool és Manchester környékére. A gőzerővel hajtott, nagyüzemekben összpontosított szövőszék csak akkoriban kezdett elterjedni Stockport, Bolton, Middleton és Manchester körzetében, s a munkások kezdeti gyanakvása a gépek iránt a súlyos válság, az éhínség hatására elkeseredett dühvé vált. Az első akcióra, egy sikertelen épületfelgyújtási kísérletre 1812 márciusában került sor Stockportban. Boltonban politikai gyűlést tartottak, Manchesterben pedig a tömeg betört a tőzsde épületébe. „Ezután éhséglázadásra került sor Rochdale-ben, Oldhamben, Barnsley-ben, Boltonban és Macclesfildben; a lázadók élelmiszerüzleteket fosztogattak, és megostromolták a börtönt, hogy kiszabadítsanak egy foglyot.” Ezek még nem voltak kifejezetten luddita megmozdulások, de április 14-én, Stockportban két nőnek öltözött férfi vezetésével, akik „Ludd tábornok feleségeit” jelenítették meg, a tömeg üzemekbe tört be, s gőzzel hajtott, mechanikus szövőszékeket pusztított el. Amikor néhány nap múlva a katonaság állította helyre a rendet, Oldhamben kezdődtek tüntetések. A megmozdulás éhséglázadásként indult: boltosokat szólítottak fel, hogy adják olcsóbban az árujukat, aztán pedig egy textilüzem megtámadásával folytatódott Middletonban. Ezt még visszaverték, öt résztvevőt megöltek, tizennyolcat megsebesítettek, másnap viszont a környékbeli Holmwood bányászai is csatlakoztak, s felgyújtották az üzemet, amely teljes egészében megsemmisült, sőt a zendülés kiterjedt Bolton környékére is. Mivel a következő hetekben a zavargások tovaterjedtek Liverpool, Manchester és Stockport térségére, az elöljárók, szakítva az addigi, a milíciák szervezése iránti idegenkedésükkel, felújították a régi polgárőrség (Watch and Ward) rendszerét, önkéntes rendfenntartó egyesületekbe toborozták a tehetősebb polgárokat, és szoros együttműködést alakítottak ki a máshonnan odavezényelt katonasággal. Így a reguláris erők és a a polgárőrök kombinált egységeivel, továbbá a besúgók segítségével sikerült felszámolni az egyre terjedő lázadást.
1812 májusában „több mint száz őrizetbe vett személyt állítottak esküdtbíróság elé Lancasterben és Chesterben. Lancasterben nyolcat halálra ítéltek, tizenhármat pedig különböző időtartamú száműzetésre. Chesterben a tizenöt halálraítéltből négyet felakasztottak, és végül tizenhét személyt deportáltak az ausztráliai Új-Dél-Walesbe.” A lázadások legfontosabb politikai következménye a minisztertanácsi rendeletek (Orders in Council) visszavonása volt, mely a külkereskedelem újraélénkítésével enyhített valamelyest a textilipar válságán. 1812 júliusára a luddita megmozdulásoknak vége szakadt az északi pamutipari körzetekben.

### Yorkshire
A megmozdulások harmadik hulláma a Huddersfield és Leeds között húzódó yorkshire-i mocsárvidékre terjedt ki, ami a gyapjúipar posztónyíró ágazatának a legfontosabb területének számított. A munkarendszer struktúrája hasonló volt a harisnyakötőkéhez: a gazdag posztókereskedők a nyírómestereknek adták ki a munkát, akik nyírósegédekkel dolgoztattak. Ebben a szakmában a gép viszonylag egyszerű volt – egy kereten működő kettős olló –, de más gépekhez hasonlóan ez is munkaerőt takarított meg, s a csökkenő megrendelések idején kivívta a gyapjúnyírók haragját. 1812 januárjában Leeds közelében a lázadók felgyújtottak egy oatlandsi kikészítőüzemet. Február elejére már olyan hírek terjedtek, hogy éjszakánként felfegyverzett, bekormozott arcú férfiak csoportjai járják a városokat és falvakat, erőszakkal betörnek a mesterek házaiba, és tönkreteszik a posztónyíró- és kikészítőgépeket. Február utolsó és március első harmadában legalább kilenc ilyen eset történt Huddersfield környékén. William Hinchcliffe golcari kikészítő eskü alatt tett tanúvallomásában a következő állt:
„Folyó év február 27-én, éjjeli egy óra tájban ő és a családja arra ébredt, hogy puskával belőttek az ablakán, s ekkor nagyszámú emberre lett figyelmes a háza körül. Hamarosan betörték a műhelye ajtaját, és hallotta, ahogy sokan tódulnak be, s nagy zajt keltve kalapáccsal összetörik a kereteket és az ollókat… Mihelyt elmentek, jelen tanú kiment megnézni, mit műveltek, és ekkor darabokra zúzva talált öt kikészítő- és nyírókeretet, továbbá mintegy harminc ollót.”
A ludditák kedvelt harci módszere volt a mesterek, gyárosok – esetenként halálos – fenyegetést tartalmazó levelekkel való megfélelmlítése, melyeket a nagyobb hatás kedvéért fegyveres küldöttség tagja olvasott fel a címzettnek. A valóságban azonban csupán egyetlen alkalommal hajtottak végre halálos merényletet, amikor agyonlőtték John Horsfallt, a huddersfieldi Rendbontásokat Elfojtó Bizottság (Committee for the Supression of the Outrages) elnökét. A géprombolások ekkortól abbamaradtak Yorkshire-ben, viszont megszaporodtak a fegyverlopások, a pénz- és élelmiszergyűjtések, és sűrűn előfordultak közönséges fegyveres rablások is. A hatóságok itt is reguláris és milicista erők, illetve a fizetett ügynökök alkalmazásának a kombinálásával értek el sikereket a törvényes rend helyreállításában. A katonai egység méretét érzékelteti, hogy egyedül Huddersfield körzetében ezer fős csapattestet szállásoltak el harminc vendégfogadóban. Őszre mintegy száz letartóztatott személy volt York várában, s közülük hatvannégy került egy különleges bíróság elé 1813 januárjában. „A vádlottak felét felmentették, hetet hét évi száműzetésre ítéltek (illegális eskütételért, tehát nem szorosan vett luddita tevékenységért), hármat Horsfall meggyilkolása, tizennégyet pedig másféle bűncselekmények miatt felakasztottak.”

### Utórezgések
A yorkshire-i megtorló ítéletek következtében a luddita mozgalom északon teljesen megszűnt. Kisebb megmozdulások még történtek az ország középső megyéiben 1813 első hónapjaiban, 1814 nyarán és őszén, illetve 1816-ban. Ezek azonban jóval szűkebb hatókörű események voltak. 1817 után lezárult a géprombolások korszaka, bár néhány utórezgést számon tart a történetírás: 1831-ben a munkájukat féltő takácsok felgyújtották a Beck gyárat Coventryben, vagy például 1833-ból feljegyzések maradtak harisnyakötő keretek szórványosan előforduló összetöréséről.

## Jelentősége
A luddizmus a korai kapitalizmus osztályharcainak megnyilvánulása volt, s az iparosodás előtti társadalom jegyeit viselte magán. A kezdeti luddizmus alapvető célja a munkaadóktól származó engedmények kikényszerítése volt a bér- és munkaügyi tárgyalások terén, tehát a legáltalánosabb jellemző, a géprombolás elsődlegesen eszközszerepet töltött be. Ez a későbbiek során megváltozott, mivel egyértelmű törekvéssé vált a gépek használatának a megakadályozása, tehát a géprombolás egyre inkább öncéllá fejlődött.
A ludditák nem fogalmaztak meg távolabbra mutató politikai célokat, nem volt ilyen programjuk, nem törekedtek a kormány erőszakos megdöntésére, bár kétségtelen, hogy voltak olyan esetek, amikor kapcsolódtak kifejezetten kormányellenes mozgalmakhoz. Viszont számos esetben előfordult, hogy a hatóságok vagy más, a luddizmuson kívüli érdekkörök tulajdonítottak annak nem valós politikai szerepet. Ez tulajdonképpen kézenfekvőnek tűnik, mivel e korszak fontos jellemzői a reformmozgalmak, az összeesküvések. F. O. Darvall kutatásai bizonyították, hogy a luddizmusnak nem voltak az állam, a parlament, a hatalom kérdéseit érintő politikai céljai.
Az elért sikereik ideiglenesek voltak, a törvényes rend megszilárdítása után a munkaadók visszavonták azokat. Figyelemre méltó, hogy az államhatalom addig soha nem látott méretű – összességében 12 000 fős – katonai erőt vonultatott fel ellenük, aminek szükségessége a helyi társadalmi támogatásnak tulajdonítható, hiszen ez kezdetben szinte lehetetlenné tette a hatékony ellenlépéseket a hatóság részéről. A luddizmus általános jelentősége, hogy a korai kapitalizmus osztályharcának formájaként is vereséget szenvedett, s negatív osztálytapasztalatként hozzájárult új, fejlettebb harci formák kifejlesztéséhez.

## Monográfiák, másodlagos források
- George Rudé: Forradalmárok, zendülők; ford. Zinner Judit; Kossuth Könyvkiadó, 1986

- E. P. Thompson: Az angol munkásosztály születése. Osiris Kiadó. Budapest, 2007

- Eric J. Hobsbawm: Machine Breakers. Past and Present. 1952. febr. 57–70. old.

- Malcolm Thomis: The Luddites. Newton Abbot, 1970

- John Rule: The Labouring Classes in Early Industrial England. 1986

- Adrian Randall: Before the Luddites. 1991

- Kirkpatrick Sale: Rebels against the Future. 1995

- Brian Bailey: The Luddite Rebellion. 1998

## Kulturális vonatkozások
- Charlotte Brontë: Shirley című regénye 1849-ből, melynek cselekménye 1811–1812-ben, Yorkshireben játszódik.

- Ernst Toller: Die Maschinenstürmer (1922) [dráma]. Magyarul: A géprombolók. Európa Kiadó. Budapest, 1961 (ford. Bernáth István)

- The Triumph of General Ludd. Innen: Chumbawamba: English Rebel Songs 1381–1984. 2003. 4. dal. https://www.youtube.com/watch?v=cuBgeGKPGZI 6:53–9:50

- Steven E. Jones: Against Technology: From the Luddites to Neo-Luddism. Routledge – Taylor and Francis Group. Abingdon – New York. 2006
- https://web.archive.org/web/20140104063225/http://primitivism.com/